# مسک (درمیان)
مسک، روستایی در دهستان میاندشت بخش مرکزی شهرستان درمیان استان خراسان جنوبی ایران است.

## جمعیت
بر پایه سرشماری عمومی نفوس و مسکن در سال ۱۳۹۰ جمعیت این روستا ۴۳۰ نفر (در ۱۴۰ خانوار) بوده‌است.

## جاذبه‌های گردشگری
روستای مسک دارای اماکن سیاحتی و زیارتی زیبایی از قبیل قلعه باستانی، قلعه کوه، قبرستان گبرها، قبرستان مسلمانان، حمام تاریخی، مسجد جامع، مسجد میرو، تعداد ۲ سنگ نگاره تاریخی (ازجمله سنگ نگارهٔ معروف فتح قهستان توسط شاه علی)، قنات تاریخی، تعداد ۹ آسیاب، دره و بوستان‌هایی آباد و زیباست که پذیرای همه هموطنان عزیز می‌باشد.

## وبگاه
www.birjand-mask.ir